# Incite
Incite ist eine Thrash-Metal-Band aus Phoenix, Arizona, die im Jahr 2004 gegründet wurde.

## Geschichte
Incite wurde im Jahre 2004 von Richie Cavalera, dem Stiefsohn von Cavalera-Conspiracy-/Soulfly–Sänger Max Cavalera, gegründet. Seit der Gründung spielte die Band hin und wieder auf Shows der Band Soulfly. Die Band zerbrach im Verlauf weniger Jahre jedoch immer wieder. Im Jahre 2007 wurde die Band erneut ins Leben gerufen, mit Richie Cavalera als Sänger, Zak als Schlagzeuger, Dis an der E-Gitarre und Luis Marrufo am E-Bass. Richie Cavalera war vorweg schon auf Inflikted, dem Debütalbum von Cavalera Conspiracy, als Gastsänger bei einem Song zu hören. Zusammen mit Bands wie Cavalera Conspiracy, Throwdown und Dillinger Escape Plan waren sie im Jahre 2008 zusammen auf Tour durch die USA und Europa. Dadurch wurde Logan Mader (Ex-Machine Head/Soulfly) auf die Band aufmerksam und man produzierte die erste EP Divided We Fail, welche auf 4.500 Kopien begrenzt war.
Durch den Erfolg dieser EP wurde das Label I Scream Records auf die Band aufmerksam und erreichte einen Vertrag mit dieser. Im Jahre 2009 wurde dann das erste Album namens The Slaughter aufgenommen. Im Jahr 2012 folgte über Minushead Records das zweite Album All Out War.

## Stil
Die Band spielt eine moderne Version des Thrash Metal, wobei auch gelegentlich Einflüsse aus dem Hardcore Punk verarbeitet werden. Neben Bands wie Sepultura und Cavalera Conspiracy lässt sich die Gruppe mit Hatesphere und DevilDriver vergleichen.

## Diskografie
- 2009: Divided We Fail (EP)
- 2009: The Slaughter (Album, I Scream Records)
- 2012: All Out War (Album, Minushead Records)
- 2014: Up in Hell (Album, Minushead Records)
- 2016: Oppression (Album, Minushead Records)
- 2022: Wake Up Dead (Album, Atomic Fire)
- 2025: Strange New Times (Album, Atomic Fire)